# 8855 Міва
8855 Міва (8855 Miwa) — астероїд головного поясу, відкритий 3 травня 1991 року.
Тіссеранів параметр щодо Юпітера — 3,582.